# تورون (میرس)
تورون (میرس) (به اسپانیایی: Turón (Mieres)) یک منطقهٔ مسکونی در اسپانیا است که در آستوریاس واقع شده‌است.